# إيروسباسيال إس إيه 321 سوبر فريلون
إيروسباسيال إس إيه 321 سوبر فريلون (بالإنجليزية: Aérospatiale SA 321 Super Frelon)‏ (سابقا سود للطيران إس إيه 321 سوبر فريلون) (بالإنجليزية: Sud Aviation SA 321 Super Frelon)‏ (سوبر فريلون - «سوبر هورنيت») هي مروحية نقل ثقيل بثلاثة محركات، انتجتها سود للطيران (لاحقا إيروسباسيال) من فرنسا. المروحية لا تزال قيد الاستخدام في الصين حيث أن الإصدار الصيني والمعروف باسم (Z-8) ينتج محليا.

## التطوير

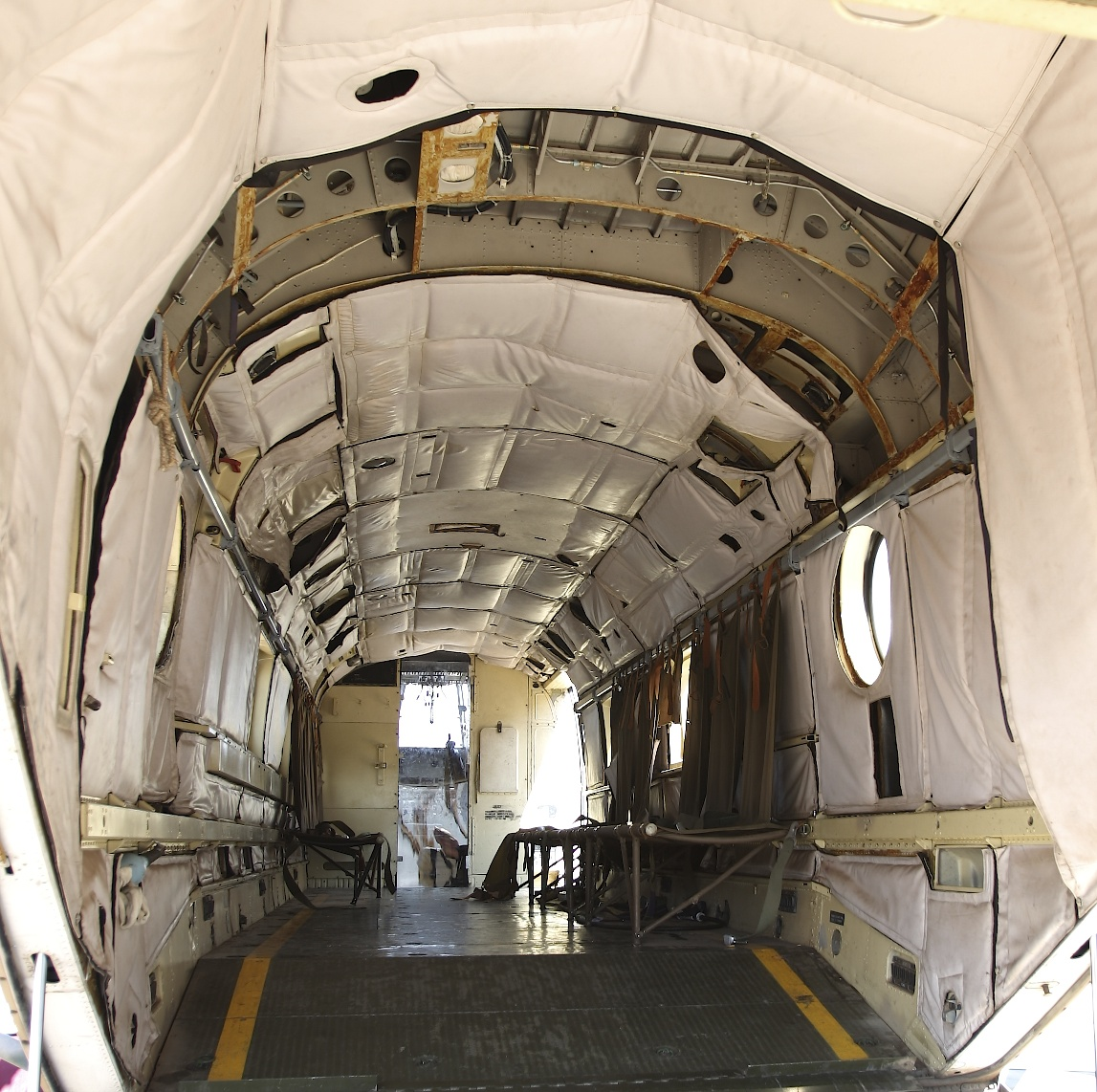
Load deck of a Super Frelon

## التاريخ التشغيلي

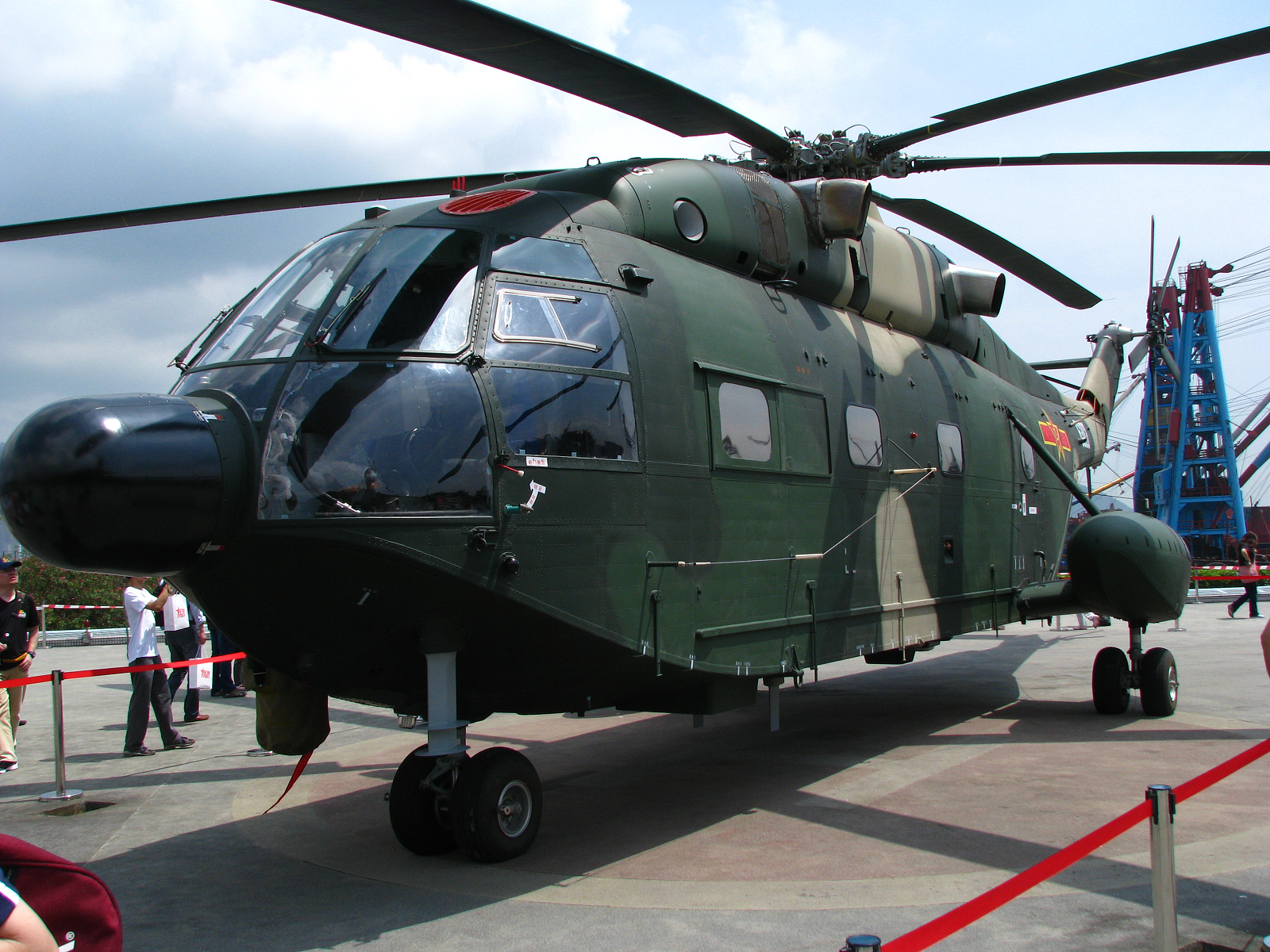
A Z-8KH of the PLAAF

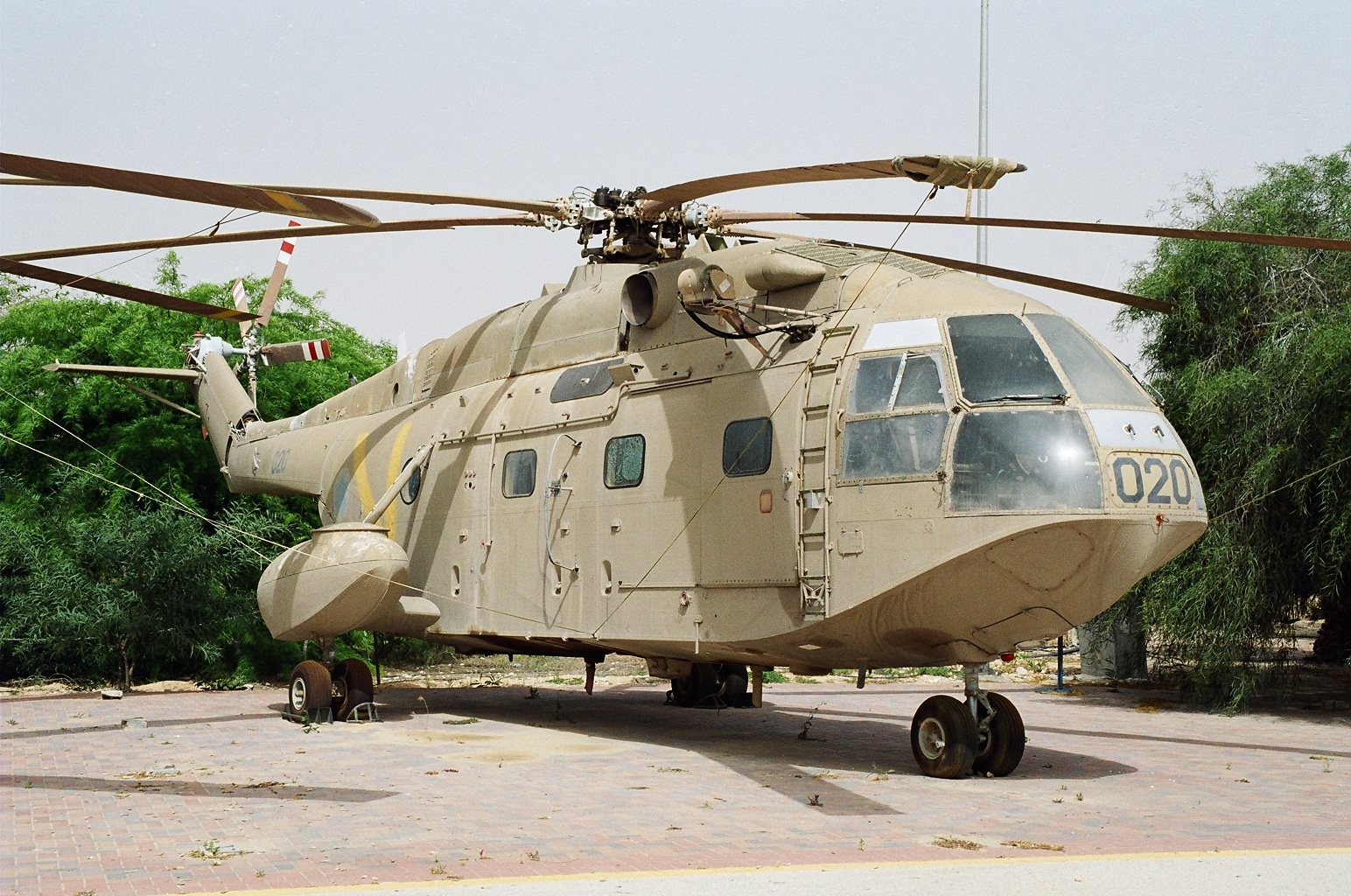
سوبر فريلون القوات الجوية الإسرائيلية في متحف سلاح الجو في

## المتغيرات

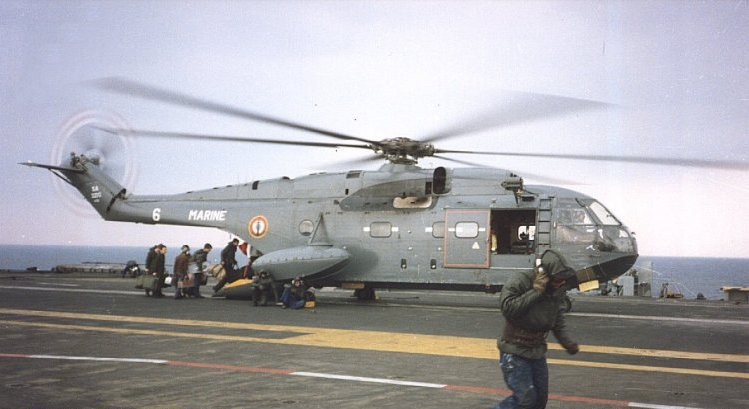
A Super Frelon loading and about to take off from the flight deck of the aircraft carrier

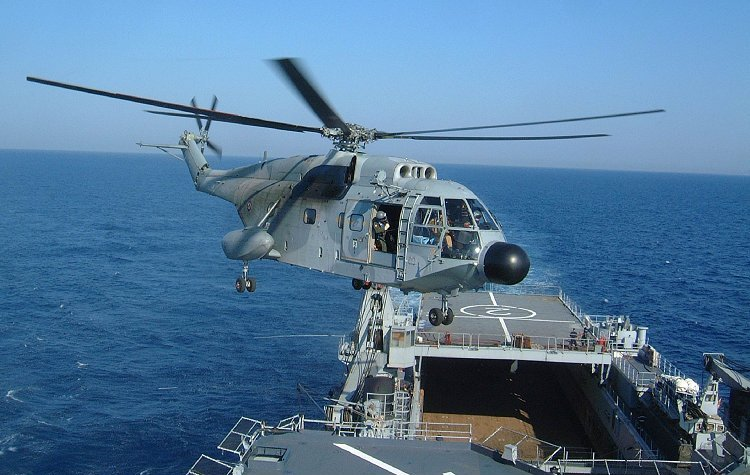
A Super Frelon of the 32F wing, landing on Ouragan

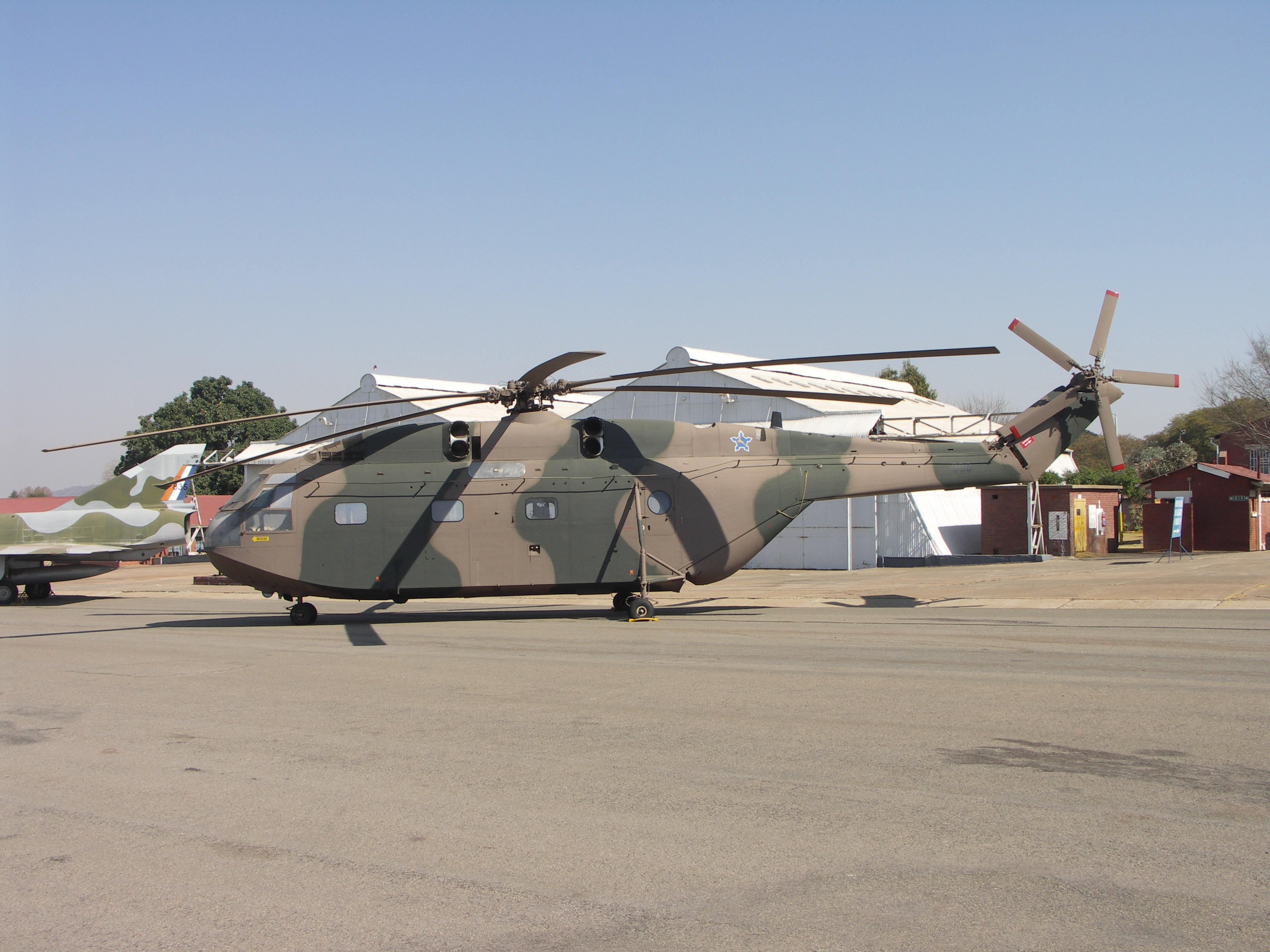
A سلاح جو جنوب أفريقيا SA 321L

SE.3200 Frelonنموذج لمروحية نقل مدعوم ثلاثة محركات توربينية من شركة توبوميكا (Turmo IIIB) بقوة 597 كيلو واط (800 حصان) يقود دوار بأربع ريش بقطر 15.2 متر (50 قدم). اثنتان تم بناؤوها، الأولى طارت في 10 يونيو 1958.
SA 321نماذج طائرات قبل الإنتاج. أربعة تم بناؤها.
SA 321Gالنسخة الحرب المضادة للغواصات للبحرية الفرنسية، وتعمل من قبل ثلاثة محركات توربينية من شركة توبوميكا (IIIC-6); 26 بناؤها.
SA 321Gaطائرة هليكوبتر للنقل والمنافع والهجوم للبحرية الفرنسية.
SA 321GMنسخة التصدير إلى ليبيا، مزودة برادار (Omera ORB-32WAS).
SA 321Hنسخة التصدير للعراق، وكان يعمل من قبل ثلاثة محركات توربينية من شركة توبوميكا (Turmo IIIE)، مع تجهيزها برادار بحث (Omera ORB-31D)، وسلحت بصواريخ مضاد للسفن من نوع اكسوسيت.
SA 321Fمروحية الطيران التجارية، والمدعوم من ثلاثة محركات توربينية من شركة توبوميكا (IIIC-3)، وتتسع ل34-37 راكب.
SA 321Jمروحية النقل التجاري وتتسع ل27 راكب.
SA 321Jaنسخة محسنة من SA 321J.
SA 321Kنسخة النقل العسكري لإسرائيل.
SA 321Lنسخة النقل العسكري لجنوب أفريقيا، مزودة بمرشحات لمداخل الهواء.
SA 321Mمروحية نقل ومرافق وبحث انقاذ، ليبيا.
Changhe Z-8بنيت النسخة الصينية مع ثلاثة محركات توربينية من نوع «تشانغتشو لان شيانغ دبليو زد 6» (Changzhou Lan Xiang WZ6).
Changhe Z-8Aنقل الجيش.
Changhe Z-8Fالنسخة الصينية الصنع مع محرك توربيني من برات آند ويتني كندا (Pratt & Whitney Canada PT6B-67A).
Changhe Z-8AEWهليكوبتر الصينية AEW مع هوائي رادار متحرك، رادار صفيف مسح إلكتروني نشط، تغطية 360 درجة، إعادة تصميم الأنف ليكون مماثل AC313, و FLIR.

## المشغلين

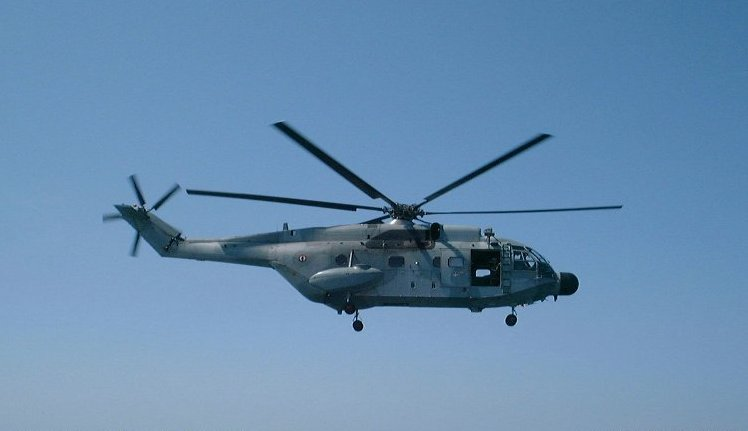
A Super Frelon helicopter of the 35F wing of the البحرية الفرنسية

### مشغلين العسكرية
جمهورية الصين الشعبية
- سلاح جو جيش التحرير الشعبي[4]
- People's Liberation Navy[4]

### مشغلين سابقين
فرنسا
- اطيران البحرية لفرنسية[5][6]

 اليونان
- خطوط أولمبيك الجوية[7][8]

 العراق
- القوة الجوية العراقية[9]

 إسرائيل
- القوات الجوية الإسرائيلية[10][11]

 ليبيا
- القوات الجوية الليبية[12]
- قوات البحرية الليبية[13]

 جنوب أفريقيا
- سلاح جو جنوب أفريقيا[14]

 زائير
- سلاح جو زائير[15]

## مواصفات (Naval Super Frelon)
البيانات من Jane's All The World's Aircraft 1976-77 
الخصائص العامة
- الطاقم: خمسة
- السعة: 

  - 27 راكب أو
  - 15 نقالات طبية
- الطول: 23.03 متر (75 قدم 6⅝ بوصة)
- قطر الدوار: 18.90 متر (62 قدم 0 بوصة)
- الارتفاع: 6.66 متر (21 قدم 10¼ بوصة)
- مساحة القرص : 280.6 متر² (3,019 قدم²)
- الوزن فارغة: 6,863 كغ (15,130 رطل)
- وزن الإقلاع الأقصى: 13,000 كغ (28,660 رطل)
- محرك الطائرة: Three × Turboméca Turmo IIIC محرك عمود دوران توربينيs, 1,171 كيلو واط (1,570 حصان)  الواحد

الأداء
- لا تتجاوز سرعة: 275 كم / ساعة (148 عقدة (170 ميل/س))
- السرعة القصوى: 249 كم / ساعة (135 عقدة (155 ميل/س))
- مدى (طائرة): 1,020 كم (549 nmi (632 ميل))
- سقف الخدمة: 3,150 متر (10,325 قدم)
- معدل الصعود: 6.7 م / ث (1,312 قدم / دقيقة)
- Endurance: 4 ساعة